# 김관장 대 김관장 대 김관장
김관장 대 김관장 대 김관장은 2006년에 제작되어, 2007년 2월 8일에 개봉된 대한민국의 영화이다.

## 배역
- 신현준 : 택견 김관장 역
- 최성국 : 검도 김관장 역
- 권오중 : 쿵푸 김관장 역
- 오승현 : 박연실 역
- 노주현 : 박 사장 역
- 권오민 : 택견 김관장 아들 도령 역
- 이한위 : 첫째 역
- 박철민 : 둘째 역

## 참고 사항
- 신현준(택견 김관장 역)과 최성국(검도 김관장 역)은 여의도고등학교 선후배[1]다.